# 기적체험! 구사일생의 에피소드 목록 (2003년)
이 본문은 한국방송공사의 KBS 2TV에서 살고 죽고 항상 사랑이기 때문에 극복하고 있는 이야기 프로그램으로 방송되었던 《기적체험! 구사일생》의 2003년 에피소드 목록이다. 

## 방영 목록
부제 (서브 타이틀)

### 1월 5일
- 사주혈전(蛇酒血戰) (뱀술 잘 못 드시면 큰일납니다!! ) (강희선 성우)
- 그런게 아닌데요...('2001년 911테러', '2002년 이스라엘 테러' 현장에 모두 있었던 사나이… 그는 살았을까?)(배칠수 성우)
- 화장실 습격사건(뒷간 화장실을 덥친 트럭… 아슬아슬하게 대참사를 피해나간 사연?) (배칠수 성우)
- 육교 위의 남과 여 (94년 종암동 육교 붕괴 사고, 그 참사의 현장에서 기적적으로 살아남은 육교위 두 사람) (강희선 성우)

### 1월 12일
- 빙판길에 미끄러진 버스가 매달린 곳은? 버스 승객들의 기적적인 구조 사연
- 보청기 할머니, 119 대원을 도둑으로 오인하여 벌어진 아찔한 사고
- 두꺼비와 황소개구리(아무거나 먹으면 안돼요! 목숨과 바꾼 두꺼비알)
- 야식의 유혹...철사로 라면을 끓여먹는 군인들의 황당한 감전사고 (배칠수 성우)

### 1월 19일
- 공포의 케이블카 위기일발(2003년 새해 첫날의 희비극, 끊어져버린 케이블카) (배칠수 성우)
- 영하 24도, 13개월 아기가 집 밖으로 기어 나가 버렸다. (강희선 성우)
- 공기총으로 장난치다가 실제로 총이 발사돼버렸다? 철부지 아이들의 생존기적 (강희선 성우)
- 돌을 믿습니까?(고장난 경운기를 묶고 쾌속질주를 하다가 일어난 어이상실 전복사고) (양지운 성우)

### 1월 26일
- 4인방의 철부지 신수연(저수지 얼음에 빠진 아이들의 생존기) (광주 서부소방서)
- 뒷범퍼에 아이를 달고 쾌속질주를 해버린 아줌마… 그 결말은? (강희선 성우)
- 한국에만 있다는 선풍기 사망설… 갓난아기의 울음으로 살아난 부부의 이야기.. 과연 선풍기 때문이었을까?
- 손 없는 날 결혼식을 해야한다고? 아직도 믿나요?? (배칠수 성우)
- 시내버스에서 졸다가 창문 밖으로 튕겨나가 버린 여대생… 살았을까??

### 2월 2일(결방)
- 결방

### 2월 9일
- 콘크리트도 폭발할 수 있습니다. 정말로?
- 거대한 콘크리트 맨홀틀이 가정집을 덮쳤다
- [선택 생과 사] - 감잡으~!!(감나무에 8시간이나 거꾸로 매달린 할아버지는 어떻게 되었을까?) (양지운 성우)
- 최후의 목소리 (아내를 살해한 범인으로 몰린 남편… 카세트 테이프에 기록된 숨은 반전)

### 2월 16일(결방)
- 결방

### 2월 23일
- 아파트 10층에서 떨어진 아이가 살았다!?
- 빈 박스가 굴러다니는 도로, 하지만 그 박스안에는 아이가 있었다 (강희선 성우)
- 살인범이 고해성사를 해도 신부는 절대 비밀을 지킬까? (김기현 성우)

### 3월 2일
- [선택 생과 사]  - (바람둥이로 상처받은 영혼이 바람으로 구원 받다) (강희선 성우)
- 그녀는 이대로 당하고 마는가? (장난 전화를 자주 하면 구사일생이 힘들 수 있다?) 실제인물 사고당사자의 부인 장영수 씨
- 다리가 낀 채 그대로 올라가버린 엘리베이터
- 사랑의 기적(2001년 은평구 대조시장 건물 붕괴사건의 슬픈 사연과 냉장고에 숨겨진 기적)

### 3월 9일
- [스타 위기 일발] 소찬휘 뮤직비디오 촬영 현장의 아찔한 구사일생
- 마스크 맨(얼굴에 생긴 큰 상처로 인해 절망에 빠졌던 캐나다의 마스크맨의 기적)
- [승강기에 낀 제빵사] 게으른 제빵사의 요행때문에 발생한 어처구니 없는 안전사고
- 1999년 대만 지진, 매몰 현장 130시간만에 구조된 형제의 생존기

### 3월 16일
- [인연] 1968년 어느 빌딩에서 이틀 연속 벌어진 추락사고의 미스테리
- [선택 생과 사]  도로 위의 삼각 관계 - (바람둥이로 상처받은 영혼이 바람으로 구원 받다) (양지운 성우)

### 4월 13일
- ‘스타의 구사일생- NRG편’. ‘주접맨’ 이성진이 박하사탕 먹고 죽을 뻔 했다.
- ‘지옥의 46시간’. 지난해 동굴탐사 대원이 추락하는 사고가 발생했다. 46시간동안 홀로 동굴안에서 보낸 죽음과의 사투

### 5월 25일
- ‘스타의 구사일생’한국 R&B계의 유망주 가수 리치는 어린시절 부모 말씀이라면 다 믿었던 순진한 아이였다고 한다. 게다가 E.T처럼 곰돌이 인형도 외계인줄 알았다고 한다.
- 천국의 아이들 (가난하지만 티없이 맑고, 행복하게 자란 두 아이. 매일 생계를 유지하게 위해 일을 나가는 부모 때문에 항상 단 둘뿐이었다. 그런데 어느날 새벽 단 둘뿐인 그때 생각지도 못한 화재가 발생했다. 동생을 구하기 위해 불구덩이 속으로 뛰어든 형. 자신을 희생해 동생을 구한 형의 사망한 사건)

### 6월 22일
- 최종회(마지막회)